# NGC 4819
NGC 4819 (другие обозначения — UGC 8060, MCG 5-31-14, ZWG 160.25, PGC 44144) — спиральная галактика с перемычкой (SBa) в созвездии Волос Вероники.
Имеет довольно красный показатель цвета в оптическом диапазоне (Δ(u−g) = −2,45), её профиль поверхностной яркости хорошо моделируется законом де Вокулёра, галактика относится к красной последовательности на диаграмме цвет — звездная величина для галактик. Её морфологический тип (R’)SAB(r)a, в диске содержатся отдельные области голубого цвета. Радиоизлучение наблюдается в центре и в горячих частях диска, что объясняется либо наличием активного ядра, либо невысоким темпом звездообразования в ядре в прошлом, около 0,2 M⊙ в год.
Этот объект входит в число перечисленных в оригинальной редакции «Нового общего каталога».